# 希蒙·科韦茨基
希蒙·科韦茨基（波蘭語：Szymon Kołecki，1981年10月12日—），波兰男子举重运动员。他曾代表波兰参加2000年和2008年夏季奥林匹克运动会举重比赛，获得一枚金牌和一枚银牌。